# Лімож (округ)
Округ Лімож (фр. Arrondissement de Limoges) — округ у Франції, в департаменті Верхня В'єнна. 2023 року округ об'єднував 108 муніципалітетів, населення становило 296 463 особи.
Адміністративний центр (супрефектура) — Лімож.

## Муніципалітети
Список муніципалітетів округу та їхні коди INSEE:
1. Амбазак (87002)
2. Бейнак (87015)
3. Берсак-сюр-Ривальє (87013)
4. Бомі-л'Егій (87021)
5. Бомон-дю-Лак (87009)
6. Боннак-ла-Кот (87020)
7. Буассей (87019)
8. Бюжалеф (87024)
9. Бюрньяк (87025)
10. Бюсьєр-Галан (87027)
11. Вейрак (87202)
12. Верней-сюр-В'єнн (87201)
13. Вік-сюр-Брей (87203)
14. Гландон (87071)
15. Гланж (87072)
16. Дом (87058)
17. Ебулеф (87062)
18. Ейжо (87063)
19. Еймутьє (87064)
20. Екс-сюр-В'єнн (87001)
21. Жабрей-ле-Борд (87076)
22. Жанаяк (87077)
23. Журньяк (87081)
24. Іль (87075)
25. Конда-сюр-В'єнн (87048)
26. Кузе (87050)
27. Куссак-Боннваль (87049)
28. Ла-Женейтуз (87070)
29. Ла-Жоншер-Сен-Морис (87079)
30. Ла-Круазій-сюр-Бріанс (87051)
31. Ла-Мез (87096)
32. Ла-Поршері (87120)
33. Ла-Рош-л'Абей (87127)
34. Лавіньяк (87084)
35. Ладіньяк-ле-Лон (87082)
36. Ле-Біянж (87016)
37. Ле-Віжан (87205)
38. Ле-Кар (87029)
39. Ле-Пале-сюр-В'єнн (87113)
40. Ле-Шалар (87031)
41. Ле-Шатне-ан-Доньон (87042)
42. Лімож (87085)
43. Лінар (87086)
44. Лор'єр (87083)
45. Малеон (87093)
46. Маньяк-Бур (87088)
47. Мезак (87095)
48. Меяк (87094)
49. Муассанн (87099)
50. Невік-Антьє (87105)
51. Недд (87104)
52. Нексон (87106)
53. Ньєль (87107)
54. Онь (87004)
55. Орей (87005)
56. Пажа (87112)
57. Паназоль (87114)
58. Пейра-ле-Шато (87117)
59. Пейріяк (87118)
60. П'єрр-Бюфф'єр (87119)
61. Рамна (87123)
62. Ріяк-Латур (87124)
63. Ріяк-Ранкон (87125)
64. Розьє-Сен-Жорж (87130)
65. Руаєр (87129)
66. Сен-Бонне-Бріанс (87138)
67. Сен-Вітт-сюр-Бріанс (87186)
68. Сен-Дені-де-Мюр (87142)
69. Сен-Жан-Лігур (87151)
70. Сен-Жанс (87143)
71. Сен-Жене-сюр-Розель (87144)
72. Сен-Жермен-ле-Бель (87146)
73. Сен-Жиль-ле-Форет (87147)
74. Сен-Жуван (87152)
75. Сен-Жульєн-ле-Петі (87153)
76. Сен-Жуст-ле-Мартель (87156)
77. Сен-Ілер-Боннваль (87148)
78. Сен-Ілер-ле-Плас (87150)
79. Сен-Леже-ла-Монтань (87159)
80. Сен-Леонар-де-Нобла (87161)
81. Сен-Лоран-лез-Егліз (87157)
82. Сен-Мартен-ле-В'є (87166)
83. Сен-Мартен-Террсю (87167)
84. Сен-Меар (87170)
85. Сен-Морис-ле-Брусс (87169)
86. Сен-Поль (87174)
87. Сен-Прієст-Лігур (87176)
88. Сен-Прієст-су-Екс (87177)
89. Сен-Прієст-Торйон (87178)
90. Сен-Сільвестр (87183)
91. Сен-Сюльпіс-Лор'єр (87181)
92. Сент-Аман-ле-Петі (87132)
93. Сент-Анн-Сен-Прієст (87134)
94. Сент-Ір'є-ла-Перш (87187)
95. Сент-Ір'є-су-Екс (87188)
96. Сереяк (87191)
97. Сов'я-сюр-Віж (87190)
98. Соліньяк (87192)
99. Сюрду (87193)
100. Сюссак (87194)
101. Фейтья (87065)
102. Флавіньяк (87066)
103. Шалю (87032)
104. Шамнетрі (87035)
105. Шаптела (87038)
106. Шато-Шерві (87039)
107. Шатонеф-ла-Форе (87040)
108. Шессу (87043)